# Jules Ingenbleek
Jules Ingenbleek (Brée, 12 avril 1876 – Ixelles, 14 septembre 1953) est un fonctionnaire et un homme politique belge, de tendance libérale. 
Il était le deuxième enfant d'une famille qui en comptait sept. Son père était directeur d'école et sa mère était femme au foyer. Il fit ses études primaires à Brée (Belgique), puis étudia à l'athénée de Hasselt. Il dut interrompre ses études secondaires à la suite des difficultés financières de ses parents. Le 4 août 1894 il devient greffier à la direction des impôts à Hasselt. Il fut ensuite muté à Anvers, puis à Louvain. Il fut ensuite nommé au service provincial de l'enregistrement et des domaines à Bruxelles.
Le 1er octobre 1900, il entre au service du secrétaire du prince Albert, Victor Godefroid. Il est initialement chargé de la comptabilité et du travail de secrétariat. En 1901 il entre à l'Université libre de Bruxelles, tout en continuant à travailler au palais. Le 30 août 1902 il épousa Hélène Vassart, la fille d'un médecin de Tamines. Le couple aura trois enfants. En 1907 il obtint une licence et l'année suivante un doctorat en sciences politiques et administratives. Il écrit une dissertation sur la réforme des finances publiques qui est récompensée par l'Académie royale de Belgique. À la mort de Léopold II en 1909, il est nommé secrétaire du roi. En 1910 il devient son secrétaire privé. En 1918 il devient administrateur de la liste civile et conseiller au ministère des Finances. En 1924 il est nommé gestionnaire de la fortune du roi. Il démissionne en 1928, à la suite d'une mésentente avec le souverain. 
En 1931, il se lança dans une carrière politique et devient sénateur coopté du parti libéral. Il fut rapporteur du budget au Sénat. En 1934, il devint ministre sans portefeuille dans le gouvernement de Charles de Broqueville. Il fut chargé de coordonner les politiques financière et économique et d'assister le ministre des Finances Gustave Sap dans le domaine de la fiscalité. À ce poste, il plaidera notamment pour une réduction draconienne des dépenses publiques. Le 7 novembre 1934 il démissionne et son poste ministériel. Il devint en octobre 1935 gouverneur de la province de Flandre-Orientale. Il sera également président du Conseil supérieur des Finances. Le 12 janvier 1938, il est nommé par le gouvernement au poste de vice-gouverneur de la Banque nationale de Belgique. Il occupa cette fonction jusqu'en 1944.
Il était aussi écrivain.

## Distinctions
- Grand-croix de l'ordre de la Couronne
- Grand officier de l'ordre de Léopold (novembre 1935)

## Sources
- Jean Vanwelkenhuyzen, Le Gâchis des années 30 : 1933-1937, Lannoo, 2008  (ISBN 2873864087)
- (nl) Jules Ingenbleek dans Wie wordt de Grootste Breeënaar ?
- (nl) Nicole Lehoucq, Tony Valcke, De fonteinen van de Oranjeberg, Academia Press, 2003  (ISBN 9038204825), p. 59-74